# Sergije III.
Sergije III., papa od 29. siječnja 904. do 14. travnja 911.

## Životopis
Otac mu je Benedikt, a potječe iz plemenite rimske obitelji. Bio je papa u dva intervala, tj. od 897. do 911. godine. Protivio se papi Formozu. No, Formoz ga je zaredio za biskupa Cervaterija. Kada je papa Ivan IX. izabran 896. godine, ekskomunicirao ga je, pa je Sergije trebao napustiti taj položaj i pobjeći na sigurno. Imao je zaštitu uglednih vojskovođa onoga doba. Sam je izabran za papu 897. godine pa je zato i ekskomuniciran iz crkve. Kada su Lav V. i protupapa Kristofor umrli 904. godine, pozvan je iz mirovine na Petrovu stolicu. Vratio se u Rim 29. siječnja 904. godine. Obnovio je Lateransku palaču, stradalu u potresu.